# Уткевич, Александр Владимирович
Александр Владимирович Уткевич (1845—1913) — русский военный деятель, генерал от артиллерии, герой Среднеазиатских походов Русской армии.

## Биография
В службу вступил в 1863 году после окончания Михайловско Воронежского кадетского корпуса. В 1865 году после окончания Михайловского военного училища произведён в подпоручики гвардии и выпущен в Лейб-гвардии Конную артиллерию. В 1867 году произведён в поручики, в 1869 году в штабс-капитаны, в 1875 году переименован в штабс-капитаны гвардии. С 1877 года участник Русско-турецкой войны. В 1878 году за боевые отличия произведён в капитаны.

С 1881 года адъютант командующего Кавказской армии и начальник управления артиллерии Закаспийской области, участник Среднеазиатских походов Русской армии. Высочайшим приказом от 27 марта 1881 года за храбрость награждён Орденом Святого Георгия 4-й степени: 
За то, что при взятии штурмом крепости Денгиль-Тепе 12-го января 1881 г., искусным направлением огня брешь-батареи левого фланга произвел пролом, удобный для приступа, что было одной из причин, решивших падение крепости. Во время же приступа решительным действием артиллерии левого фланга облегчил движете штурмовой колонны, принудив неприятеля к отступлению
Высочайшим приказом от 14 июня 1881 года за храбрость награждён Золотым оружием «За храбрость».
В 1882 году за отличие по службе произведён в полковники гвардии. С 1883 года командир 7-й конно-артиллерийской батареи, с 1885 года командир 21-й конно-артиллерийской батареи , с 1895 года командир 2-го конно-артиллерийского дивизиона.
В 1895 году  за отличие по службе произведён в генерал-майоры — командир Лейб-гвардии 2-й артиллерийской бригады. В 1901 году за отличие по службе произведён в генерал-лейтенанты — начальник артиллерии Гвардейского корпуса. С 1903 года генерал для поручений при генерал-фельдцейхмейстере великом князе Михаиле Николаевиче.
С 1910 года в отставке с производством в генералы от артиллерии.  Умер 14 декабря 1913 года в Санкт-Петербурге.

## Награды
Награды:
- Орден Святого Станислава 3-й степени (ВП 1868)
- Орден Святой Анны 3-й степени (ВП 1870)
- Орден Святого Станислава 2-й степени с мечами (ВП 1877)
- Орден Святой Анны 2-й степени с мечами (ВП 1879)
- Орден Святого Владимира 4-й степени с мечами и бантом (ВП 1881)
- Орден Святого Георгия 4-й степени (ВП 27.03.1881)
- Золотое оружие «За храбрость» (ВП 14.06.1881)
- Орден Святого Владимира 3-й степени  (ВП 1888)
- Орден Святого Станислава 1-й степени (ВП 1898)
- Дважды Высочайшее благоволение (ВП 1898, 1901)
- Орден Святой Анны 1-й степени  (ВП 1904)
- Орден Святого Владимира 2-й степени  (ВП 1908)